# 永明路街道
永明路街道，是中华人民共和国河南省安陽市文峰区下辖的一个乡镇级行政单位。

## 行政区划
永明路街道下辖以下地区：
安泰苑社区、营南社区、汪家店村和大营村。